# Сандро Мокша
Сандро Мокша (справжнє ім'я Олександр Олександрович Шмаков; 1952, Іркутськ — 1996, Єкатеринбург) — російський поет.

## Біографія
Сандро Мокша народився в Іркутську. Більшу частину життя провів в Єкатеринбурзі (Свердловську). Був досить відомий у колах свердловського андеграунду. Публікувався в журналах «Несвоевременные записки», «Урал», в антології сучасної уральської поезії (т. I) і самвидаві, зокрема, в журналі «Часы». У 1993 році у видавництві «Арабеск» вийшла єдина книга «Фрагменти».
Помер у 1996 році за нез'ясованих обставин.